# Berkswell
Berkswell község az angliai West Midlands nagyvárosi megye Solihull nagyvárosi kerületében. 10 km-re nyugatra fekszik Coventry városközpontjától. A 2001-es adatok szerint lakossága 2843 fő volt.
A település rendelkezik vasútállomással, általános iskolával és számos 16. és 17. századi házzal.

## Híres szülöttei
Jeremy Brett, Maud Watson és Bob Wyatt.